# 德惠翁主 (電影)
是2016年上映的一部韓國劇情片，改編自韓國作家權菲映（권비영）創作的同名小說，由《八月照相館》《四月的雪》的導演許秦豪執導，孫藝真與朴海日主演。影片講述被強行帶到日本，大韓帝國最後的王女，被歷史忘記、國家隱蔽的「德惠翁主」的故事。
該片在韓國上映12日後，於中秋節假期間突破损益平衡点350萬觀影人次。

## 演員陣容
- 孫藝真 飾演 德惠翁主
- 朴海日 飾演 金章汉
- 羅美蘭 飾演 福順
- 鄭尚勳 飾演 福東
- 朴守榮 飾演 英親王李垠
- 金所泫 飾演 少女時期的德惠翁主
- 朴珠美 飾演 梁貴人
- 安內相 飾演 金璜鎭，金章漢的伯父。
- 戶田菜穗 飾演 李方子
- 尹帝文 飾演 韓澤秀
- 金材昱 飾演 宗武志
- 呂會鉉 飾演 少年時期的金章漢
- 申隣雅 飾演 幼年時期的德惠翁主
- 李孝濟 飾演 幼年時期的金章漢
- 李彩殷 飾演 宗正惠
- 李世娜 飾演 徐景新
- 金昇勳 飾演 朴议长
- 度容九 飾演 吉田
- 秋葉里枝 飾演 松澤，精神病院護士。
- 李承鎮（이승진）飾演 校友會金益培
- 琴世祿 飾演 校友會朴珠玉
- 隆大介 飾演 山田，保育院官僚。
- 李煌義 飾演 李完用
- 丁世亨 飾演 李鍵
- 安相佑 飾演 純宗
- 宋瑞夏（송서하）飾演 純貞孝皇后
- 李重賢（이중현）飾演 校友會 成延福
- 南尚智 飾演 保育員女教師
- 金周煌 飾演 皇室攝影師
- 郭子亨（곽자형）飾演 歸國船審查官
- 金洸鉉 飾演 朴议長的秘書室長
- 宋奉根 飾演 隧道要員
- 山野内扶 飾演 大東重工業司会者
- 張世鉉 飾演 校友會會長
- 金智安 飾演 保育院的孩子
- 金英春 飾演 青年時期的英親王
- 吳惠媛 飾演 衣装室職員
- 朴聖澤 飾演 渡部，紀元節總理大臣。
- 韓昌賢 飾演 阿美橫丁嚮導軍人
- 白潤植 飾演 朝鮮高宗（特別出演）
- 金大明 飾演 金鳳國（特別出演）
- 高洙 飾演 李鍝王子（特別出演）
- 申信愛 飾演 韓文學校校長（特別出演）
- 金基天 飾演 朴貴正（特別出演）
- 金仁友 飾演 紀元節司會者（特別出演）

## 製作
導演許秦豪在觀看關於德惠翁主的紀錄片後決定製作一部關於她的電影，翁主與她的宮女在日本度過38年後回到金浦機場的一幕令許秦豪難以忘記。該片劇本由許秦豪、李韓烏、徐宥敏等人根據韓國作家權菲映於2009年發表的暢銷小說《德惠翁主》改編，片中的故事虛實結合，朴海日飾演的金章漢便為虛構角色。該片也是第一部將德惠翁主的故事改編成電影的作品。
該片製作於2014年開始，2015年8月片方宣佈孫藝真與朴海日擔綱主演，孫藝真繼2005年的影片《四月的雪》後再度與導演許秦豪合作。主体拍摄於2015年11月30日開始，並於隔年3月23日殺青，分別於韓國和日本取景拍攝。

## 獎項
| 年份 | 頒獎禮               | 獎項                      | 入圍者       | 結果 |
| ---- | -------------------- | ------------------------- | ------------ | ---- |
| 2016 | 第53屆大鐘獎         | 最佳作品                  | 《德惠翁主》 | 提名 |
| 2016 | 第53屆大鐘獎         | 最佳導演                  | 許秦豪       | 提名 |
| 2016 | 第53屆大鐘獎         | 最佳女主角                | 孫藝真       | 獲獎 |
| 2016 | 第53屆大鐘獎         | 最佳男配角                | 尹帝文       | 提名 |
| 2016 | 第53屆大鐘獎         | 最佳女配角                | 羅美蘭       | 獲獎 |
| 2016 | 第53屆大鐘獎         | 最佳企劃                  | 《德惠翁主》 | 提名 |
| 2016 | 第53屆大鐘獎         | 最佳燈光                  | 《德惠翁主》 | 提名 |
| 2016 | 第53屆大鐘獎         | 最佳服裝                  | 《德惠翁主》 | 獲獎 |
| 2016 | 第53屆大鐘獎         | 最佳美術                  | 《德惠翁主》 | 提名 |
| 2016 | 第53屆大鐘獎         | 最佳音樂                  | 《德惠翁主》 | 獲獎 |
| 2016 | 第53屆大鐘獎         | 最佳技術                  | 《德惠翁主》 | 提名 |
| 2016 | 韩国电影影像技术大赏 | 闪烁之星演员奖            | 金所泫       | 獲獎 |
| 2016 | 第37屆青龍電影獎     | 最佳女主角                | 孫藝真       | 提名 |
| 2016 | 第37屆青龍電影獎     | 人氣明星獎                | 孫藝真       | 獲獎 |
| 2016 | 第37屆青龍電影獎     | 最佳女配角                | 羅美蘭       | 提名 |
| 2016 | 韓國電影製作人協會獎 | 最佳女主角                | 孫藝真       | 獲獎 |
| 2016 | 年度電影獎           | 最佳女主角                | 孫藝真       | 獲獎 |
| 2016 | 年度電影獎           | 最佳女配角                | 羅美蘭       | 獲獎 |
| 2016 | 第11屆亞洲電影大獎   | 最佳女主角                | 孫藝真       | 提名 |
| 2017 | 第53屆百想藝術大賞   | 電影部門 女子最優秀演技賞 | 孫藝真       | 獲獎 |
| 2017 | 第53屆百想藝術大賞   | 電影部門 女子配角賞       | 羅美蘭       | 提名 |
| 2017 | 第53屆百想藝術大賞   | 女子人氣賞                | 羅美蘭       | 提名 |
| 2017 | 第53屆百想藝術大賞   | 女子人氣賞                | 孫藝珍       | 提名 |
| 2017 | 春史電影獎           | 最佳女配角                | 羅美蘭       | 提名 |
| 2017 | 釜日電影獎           | 最佳女配角                | 羅美蘭       | 提名 |
| 2017 | 韓國黃金攝影獎       | 最佳男主角                | 朴海日       | 獲獎 |

## 外部連結
- NAVER上《德惠翁主》的資料
- Daum上《德惠翁主》的資料

- 韩国电影数据库（KMDb）上《德惠翁主》的資料
- 互联网电影数据库（IMDb）上《德惠翁主》的资料（英文）
- 豆瓣电影上《德惠翁主》的資料 （简体中文）
- Yahoo奇摩電影上《德惠翁主》的資料（繁體中文）
- 開眼電影網上《德惠翁主》的資料（繁體中文）
- Box Office Mojo上《德惠翁主》的資料（英文）
- 爛番茄上《德惠翁主》的資料（英文）